# Stagonopleura bella
Il diamante coda di fuoco (Stagonopleura bella Latham, 1802) è un uccello passeriforme della famiglia degli Estrildidi.

## Descrizione

### Dimensioni
Misura circa 10–13 cm di lunghezza, per un peso che raggiunge i 14 grammi.

### Aspetto

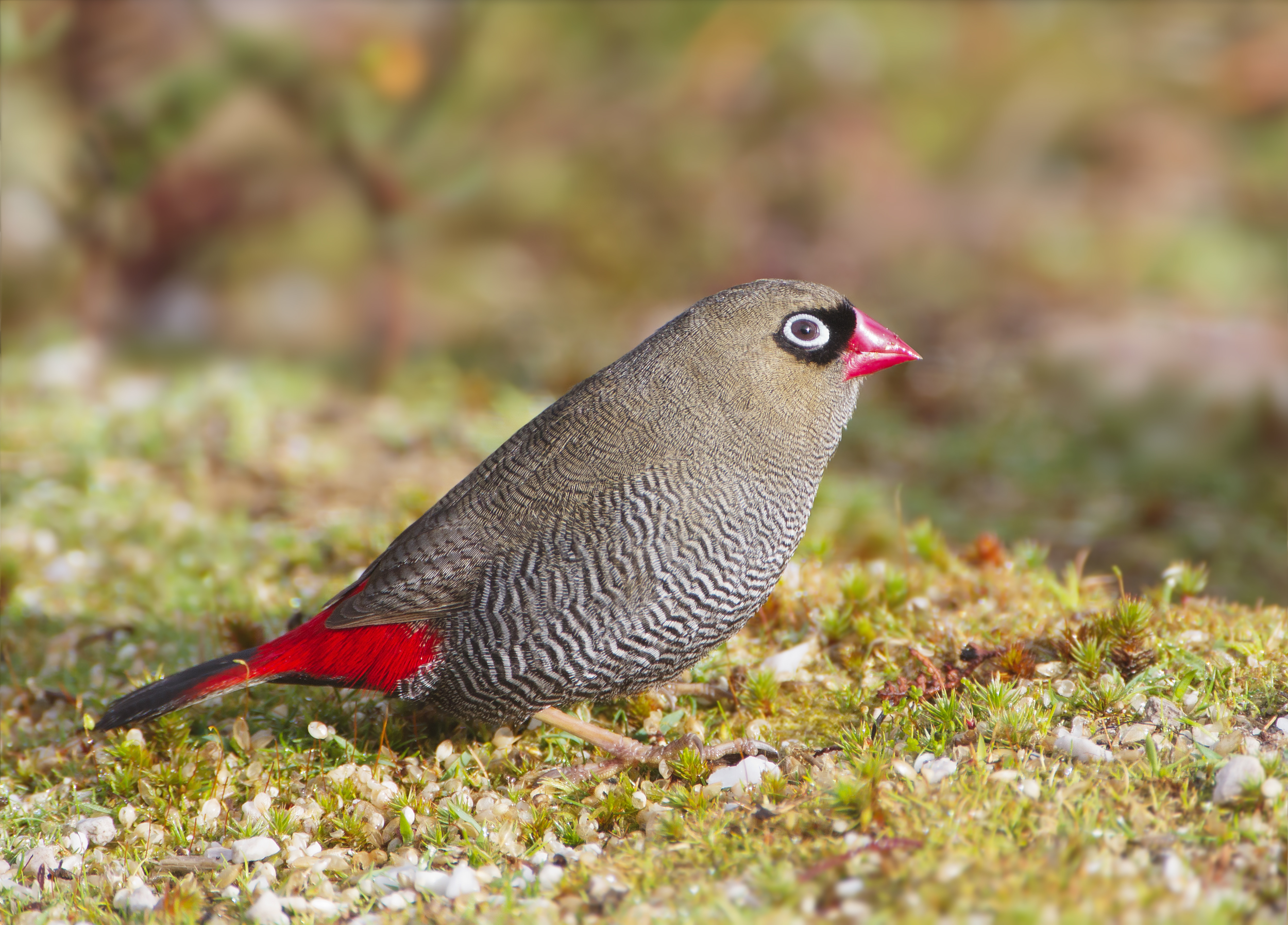
Una femmina di diamante coda di fuoco al suolo in Tasmania.

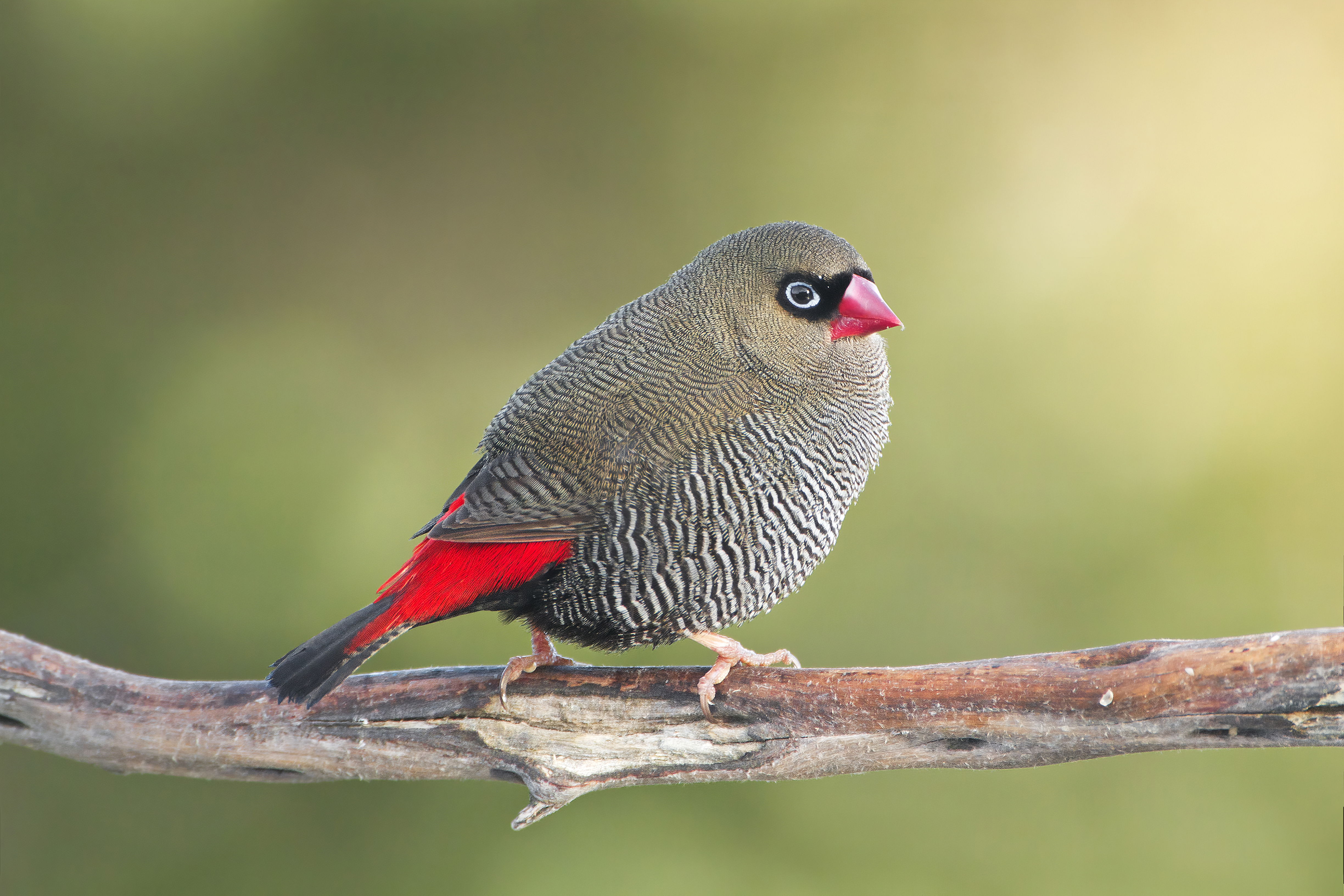
Un maschio di diamante coda di fuoco in Tasmania.

Il piumaggio è di colore grigio-olivaceo dorsalmente e biancastro ventralmente, finemente striato di bruno-nerastro su tutto il corpo: le striature sono meno distinte su testa e ali. Il codione è di un caratteristico colore rosso cremisi, al quale la specie deve il nome comune, mentre la coda e il sottocoda sono neri, così come nera è anche una banda che dai lati del becco raggiunge gli occhi, andando a formare una sorta di mascherina. Gli occhi sono di colore bruno scuro con un cerchio perioculare bianco-bluastro, le zampe sono di colore carnicino, il becco è rosso corallo.

I sessi sono piuttosto simili, tuttavia nella femmina il ventre presenta sfumature giallastre e manca il nero del sottocoda, mentre nel maschio le suddette sfumature sono presenti principalmente a livello cefalico.

## Biologia
Si tratta di uccelli diurni e moderatamente gregari, che si riuniscono in gruppetti familiari comprendenti al massimo una decina di individui, a volte associati ai diamanti cigliarosse: questi uccelli sono molto timidi e passano la maggior parte della giornata fra l'erba alta o i cespugli, rimanendo allo scoperto il meno possibile, mentre durante la notte essi cercano rifugio nel folto della vegetazione per riposarsi.

### Alimentazione
Si tratta di uccelli prevalentemente granivori, che si nutrono soprattutto di semi di Banksia ericifolia, Casuarina e Melaleuca, cercandoli sia al suolo che prelevandoli direttamente dalle piante, privilegiando quelli ancora immaturi e quelli in via di germinazione. La specie integra poi la propria dieta anche con frutti, bacche e germogli: durante il periodo riproduttivo, inoltre, l'alimentazione diventa parzialmente insettivora, comprendendo anche piccoli insetti volanti.

### Riproduzione
La stagione riproduttiva fra generalmente da ottobre e gennaio: durante questo periodo, le coppie abbandonano i gruppi d'appartenenza e divengono piuttosto territoriali. Il nido viene costruito non troppo in alto (fra il metro e mezzo ed i sei metri d'altezza) nel folto dei cespugli, ed alla sua costruzione partecipano ambedue i partner: esso ha una caratteristica forma a bottiglia, dovuta al lungo tunnel d'entrata, ed è costituito perlopiù da fili d'erba verde (a differenza ad esempio del congenere diamante guttato, che utilizza erba secca per costruire il nido) ed altro materiale fibroso di origine vegetale all'esterno, mentre la camera di cova interna è foderata perlopiù con piumino e lanugine. Il nido è molto voluminoso, e raggiungendo quasi il mezzo metro di lunghezza costituisce uno dei nidi di estrildidi di maggiori dimensioni.

All'interno del nido la femmina depone 4-8 uova bianche, che vengono covate da entrambi i sessi per circa 20 giorni: i pulli ciechi ed implumi alla nascita, vengono accuditi da ambedue i genitori per circa tre settimane, dopodiché, sebbene siano in grado di volare, tendono a rimanere nei pressi del nido per almeno altre tre settimane, prima di allontanarsene definitivamente (in genere scacciati dai genitori, che frattanto si apprestano a portare avanti una seconda covata).

## Distribuzione e habitat
Questi uccelli occupano la fascia costiera dell'Australia sud-orientale, dall'isola dei Canguri al Nuovo Galles del Sud sud-orientale: si tratta inoltre dell'unico diamante australiano diffuso anche in Tasmania.
Questa specie colonizza una grande varietà di ambienti, che vanno dalle aree boschive a quelle cespugliose con spiazzi erbosi più o meno estesi, a condizione che essi si mantengano umidi per buona parte dell'anno: specialmente in Tasmania, inoltre, questa specie colonizza anche le aree rurali delle città.

## Tassonomia
Se ne riconoscono tre sottospecie:
- Stagonopleura bella bella, la sottospecie nominale, diffusa nella porzione sud-orientale dell'areale occupato dalla specie, oltre che in Tasmania;
- Stagonopleura bella interposita Schodde & Mason, 1999, diffusa nella porzione centrale dell'areale occupato dalla specie;
- Stagonopleura bella samueli Mathews, 1912, diffusa nella porzione orientale dell'areale occupato dalla specie;

Il nome scientifico della specie deriva dal latino bellus, "bello"; in virtù della livrea di questi uccelli: attualmente viene utilizzato nella sua seconda declinazione, quindi al femminile (bella), ma durante il periodo dell'ascrizione della specie al genere Zonaeginthus ne è stata utilizzata anche la prima declinazione, per l'appunto bellus.